# Rixer Géza
Rixer Géza (Budapest, 1960. szeptember 30. –) labdarúgó, középpályás.

## Pályafutása
A Vasas csapatában mutatkozott be az élvonalban 1979. március 24-én a Salgótarján ellen, ahol csapata 3–1-re győzött. 1979 és 1988 között 127 bajnoki mérkőzésen szerepelt angyalföldi színekben és 13 gólt ért el. Két bajnoki bronzérmet szerzett a csapattal. Az 1989–90-es idényben a Csepel együttesében lépett pályára. Utolsó élvonalbeli mérkőzésen a Honvéd ellen csapata 2–1-re kikapott.

## Sikerei, díjai
- Magyar bajnokság
  - 3.: 1979–80, 1980–81
- Magyar kupa (MNK)
  - győztes: 1981, 1986
  - döntős: 1980